# Fahrtenbuch
Ein Fahrtenbuch dokumentiert die mit einem Fahrzeug zurückgelegten Fahrstrecken und den Anlass der Fahrt. Für die Schiff- und Luftfahrt wird das Logbuch, für Seefahrer das Seefahrtbuch und für Piloten das Flugbuch genutzt. Im Fahrtenbuch werden Abfahrtsort und -datum, Fahrer, Kilometerstand bei Beginn und Ende der Fahrt (zurückgelegte Entfernung) und der Zweck der Fahrt eingetragen. Es kann zur Vorlage bei der Polizei, beim Finanzamt oder in Unternehmen dienen.

## Fuhrparkverwaltung
Es ist üblich, dass für jeden Firmenwagen ein Fahrtenbuch geführt wird, damit der Fuhrparkleiter bei einer Vielzahl von Mitarbeitern die Übersicht über die Verwendung und die Kosten der Fahrzeuge hat. Hierbei sind elektronische Fahrtenbücher mit GPS von Vorteil.

## Auflage nach §31a StVZO
In Deutschland kann die Straßenverkehrsbehörde nach schwerwiegenden Verkehrsverstößen im Straßenverkehr (Ahndung ab einen Punkt)  einem Fahrzeughalter die Auflage erteilen, für ein oder für mehrere KFZ ein Fahrtenbuch zu führen, wenn die Feststellung eines Fahrzeugführers nicht möglich war (siehe § 31a StVZO), weil in der Regel die Ordnungswidrigkeitenbehörde oder bei einer Straftat die Strafverfolgungsbehörde nach den Umständen des Einzelfalles nicht in der Lage gewesen ist, den Täter zu ermitteln, obwohl sie alle angemessenen und zumutbaren Maßnahmen hierfür getroffen hat. Ihr ist es dabei nicht zuzumuten, wahllos zeitraubende, kaum Aussicht auf Erfolg bietende Nachforschungen zu betreiben. Die Anhörung zu dem Verkehrsverstoß begründet für den Halter die Obliegenheit, zur Aufklärung eines mit seinem Fahrzeug begangenen Verkehrsverstoßes so weit aktiv mitzuwirken, wie es ihm möglich und zumutbar ist. Dazu gehört es insbesondere, dass er den bekannten und zumindest den möglichen Täterkreis eingrenzt und die Täterfeststellung durch Nachfragen im Kreis der Nutzungsberechtigten fördert. Art und Umfang der Ermittlungstätigkeit der Behörde können sich an dem Verhalten und der Erklärung des Fahrzeughalters ausrichten. Die Berufung auf ein Aussageverweigerungsrecht oder Zeugnisverweigerungsrecht steht der Auflage nicht entgegen. Fahrtenbuchauflagen werden seit dem Jahre 2009 für die Zeit, in der sie geführt werden müssen, im zentralen Fahrzeugregister des Kraftfahrtbundesamtes in Flensburg-Mürwik eingetragen und sind somit bundesweit für alle anfragenden Behörden erkennbar. In das Buch sind nur die Angaben einzutragen, die § 31a StVZO fordert. Damit unterscheiden sich diese Fahrtenbücher inhaltlich von Aufzeichnungen, die nach dem Steuerrecht zu führen sind. So werden zum Beispiel Angaben zur Fahrtstrecke nicht gefordert. Verstößt der Halter bzw. der bevollmächtigte Fahrzeugführer gegen diese Auflage, wird jedes Mal ein Bußgeld in Höhe von 100,00 Euro erhoben.

## Steuerliche Betrachtung

### Versteuerung nach der Ein-Prozent-Regelung
Mit der sogenannten Ein-Prozent-Regelung findet eine pauschale Versteuerung eines (teilweise) privat genutzten Firmenwagens statt. In diesem Fall wird ein Prozent des Brutto-Listenpreises (abgerundet auf volle Hunderter) des Fahrzeugs (einschließlich aller Extras und der Mehrwertsteuer) als geldwerter Vorteil pro Monat versteuert, d. h. 12 Prozent pro Jahr. Kann der Arbeitnehmer den Pkw auch für Fahrten zwischen Wohnung und Arbeitsstätte benutzen, müssen zusätzlich je Entfernungskilometer zwischen Wohnung-Arbeitsstätte 0,03 Prozent des Brutto-Listenpreises als geldwerter Vorteil angesetzt werden. Die vorgenannte Regelung ist nur anzuwenden, wenn der Weg zwischen Wohnung und Arbeitsstätte mehr als 46-mal pro Jahr gefahren wird. Als Alternative zur „Ein-Prozent-Regelung“ lässt sich durch Führen eines Fahrtenbuches der tatsächliche Anteil der privaten Nutzung ermitteln und dieser Anteil zur steuerlichen Berücksichtigung heranziehen. Auch eine Schätzung kommt in Betracht.
Für Nichtarbeitnehmer gilt: Seit dem 1. Januar 2006 ist die „Ein-Prozent-Regelung“ nur noch für Fahrzeuge anwendbar, die zu mindestens 50 Prozent betrieblich genutzt werden. Zur betrieblichen Nutzung zählen auch Fahrten zwischen Wohnung und Arbeitsplatz sowie Familienheimfahrten bei doppelter Haushaltsführung. Im Zweifelsfall muss dem Finanzamt gegenüber nachgewiesen werden, dass das Fahrzeug zu mindestens 50 % betrieblich genutzt wird.

### Versteuerung auf Grundlage eines Fahrtenbuches
Durch Führen eines Fahrtenbuches und Vorlage beim Finanzamt kann der tatsächliche Anteil der privaten Nutzung schlüssig nachgewiesen werden (§ 6 Abs. 1 Nr. 4 S. 3 EStG). Statt einer pauschalen Besteuerung („Ein-Prozent-Regelung“) wird der geldwerte Vorteil auf Basis des tatsächlichen Anteils der privaten Nutzung ermittelt. Dies führt häufig zu einem weitaus niedrigeren Betrag als bei der pauschalen Besteuerung.

### Beispielrechnung
Angenommen, Hans Mustermann erwirbt einen Jahreswagen für sein Unternehmen für 20.000 Euro. Das Fahrzeug hat einen Neupreis (Liste) von 30.000 Euro einschließlich Umsatzsteuer. Die Entfernung zwischen Wohnung und Arbeitsstätte beträgt 20 Kilometer. Für Herrn Mustermann ergibt sich damit ein monatlich zu versteuernder Betrag von
```
1,6 % • 30.000
 
Euro = 480
 
Euro
```

Dabei sind die 1,6 Prozent eine gesetzliche Vorgabe (1 % + 20 km × 0,03 % : km = 1,6 %).
Dieser Betrag wird ihm pauschal als Privatentnahme zugerechnet.
Für die beruflich veranlassten Fahrten zwischen Wohnung und Arbeitsstätte wird die Entfernungspauschale berücksichtigt.
Beispiel: 20 km an 230 Arbeitstagen pro Jahr mit 0,30 Euro pro Entfernungskilometer und Jahr:
```
20
 
km × 230 Arbeitstage pro Jahr = 4600
 
km pro Jahr
4600
 
km pro Jahr × 0,3
 
€ = 1380
 
€ pro Jahr
1380 € pro Jahr : 12 Monate pro Jahr = 115,– Euro pro Monat
480 € − 115 € = 365 €
```

Bei einem angenommenen Grenzsteuersatz von 40 Prozent wären dies 146 Euro Steuern pro Monat.
Da nützt es ihm nichts, dass sein Fahrzeug nur 20.000 Euro kostete und er maximal 15 Prozent aller Fahrten privat unterwegs ist. Dies müsste er mit einem Fahrtenbuch nachweisen. Hierbei würden die „richtigen“ Kosten (Abschreibungen, Leasingraten, Benzin, Werkstatt) für das Fahrzeug ermittelt und entsprechend dem Anteil privater Fahrten zu geschäftlichen Fahrten aufgeteilt.
In unserem Beispiel könnten wir annehmen, dass das Fahrzeug pro Jahr neben 4000 Euro Abschreibungen weitere 3500 Euro für den Unterhalt (Versicherungen, Benzin usw.) kostet. Die Rechnung lautet bei 15 Prozent privaten Fahrten wie folgt:
```
15 % × 7.500 € = 1.125
 
€ pro Jahr, ergo 93,75
 
€ pro Monat zu versteuern
```

Bei einem Grenzsteuersatz von 40 Prozent wären dies nur noch knapp 37,50 Euro Steuern, was eine Ersparnis von 108,50 Euro pro Monat ergibt.

### Fahrtenbuch bei PKW im Betriebsvermögen
Selbständige können einen PKW in das Betriebsvermögen überführen, wenn der betriebliche Nutzungsanteil zwischen 10 Prozent bis 50 Prozent liegt (gewillkürtes Betriebsvermögen). Liegt der Anteil über 50 Prozent, ist das Auto notwendiges Betriebsvermögen. Der Nutzungsanteil privat/dienstlich bestimmt sich nach den gefahrenen Kilometern. Die Fahrten zwischen Wohnung und Betrieb werden zu den betrieblich bedingten Fahrten gezählt und erhöhen damit den betrieblichen Nutzungsanteil. Die darauf entfallenden Kosten sind zwar Betriebsausgaben, jedoch nach § 4 Abs. 5 Nr. 6 EStG steuerlich nicht absetzbar. Somit bleiben nur die restlichen betrieblich bedingten Kosten steuerlich abzugsfähig.
Beispiel
PKW-Kosten 7.500 € pro Jahr (wie oben). 10.000 km Fahrten Wohnung-Betrieb + 10.000 km Privatfahrten + 10.000 km reine Betriebsfahrten = 30.000 km Gesamtfahrleistung.
Der betriebliche Anteil incl. Heimfahrten beträgt damit 66 Prozent. Der PKW gehört zum notwendigen Betriebsvermögen. Zwei Drittel von 7.500 € = 5.000 € kann als Betriebsausgabe abgezogen werden.
AlternativrechnungVerzicht auf Dienstwagen und Fahrtenbuch
Fährt man mit dem eigenen PKW und verzichtet auf den Dienstwagen, dann können 10.000 km : 2 = 5.000 Entfernungs-km × 0,30 €, ergo 1.500 € jährlich abgesetzt werden, was immer noch weniger wäre. Im Vergleich zum PKW im Privatvermögen (Nutzung des eigenen privaten PKW) kann der Unternehmer durch das Führen eines Fahrtenbuches 1000 Euro mehr absetzen.
Hiermit lässt sich noch nicht entscheiden, ob es günstiger ist, den PKW in das Betriebsvermögen zu überführen. Denn: Befindet sich der PKW im Betriebsvermögen, muss ein beim Verkauf entstehender Gewinn versteuert werden. Bei einem Verkauf des PKW nach fünf Jahren, einem Buchwert von Null und einem Verkaufserlös von 5.000 Euro müssten somit 5.000 Euro versteuert werden. Damit wäre ohne Zinseffekt der Steuervorteil aufgezehrt, allerdings ist der steuerliche Effekt über die Abschreibungen in den Vorjahren zugeflossen.

### Anforderungen an ein ordnungsgemäßes Fahrtenbuch
Das Fahrtenbuch ist eine objektiv nachprüfbare Unterlage (vgl. R 8.1 Abs. 9 LStR, BMF vom 18. November 2009 in BStBl. 2009 I S. 1326, BFH in BStBl II 2008, 1382, vom 1. März 2012 VI R 33/10), mit folgenden Anforderungen (BFH/NV 2012 S. 573; BFH vom 13. November 2012 VI R 3/12):

#### Inhalt des Fahrtenbuchs
Das Fahrtenbuch muss folgende Aspekte abdecken:
- jede „betrieblich“ zusammenhängende einzelne Fahrt mit km,
- Datum und
- Gesamt-km am Ende
- „Betriebliche“ Reiseziel(e); Nennung der Straße reicht nicht aus, wenn Hausnummer, Ort und Name des besuchten Kunden fehlen. Notwendige Angaben sind im Fahrtenbuch selbst zu machen. Ergänzung durch nachträglich erstellte Liste genügt nicht, auch nicht bei Ableitung aus zeitnah geführtem Terminkalender (BFH in BStBl. 2012 II S. 505).
- aufgesuchte Personen bzw. „betriebliche“ Verrichtung; werden regelmäßig dieselben Kunden aufgesucht und werden diese in einer fortlaufend nummerierten Kundenliste geführt, genügt Kundennummer statt Reiseziel, -zweck und Geschäftspartner, wenn die Kundenliste dem Fahrtenbuch beigefügt wird. Nicht im Fahrtenbuch selbst enthaltene Auflistungen sind unzulässig.
- Privatfahrten mit Kilometerangaben
- mit kurzem Vermerk bei Wohnung/Arbeits- bzw. Betriebsstätte; ab VZ 2014 „Erste Tätigkeitsstätte, Sammelpunkt und weiträumiges Tätigkeitsgebiet“
- Berufsspezifische Erleichterungen, z. B. für Handelsvertreter, Kurierdienstfahrer, Taxifahrer und Fahrlehrer.

#### Form des Fahrtenbuchs
Die Einträge im Fahrtenbuch müssen folgenden Kriterien genügen
- Fortlaufend und zeitgerecht i.S. des § 146 Abs. 1 S. 1 AO (BFH-Urteil vom 6. August 2013 VIII R 33/11). Die Fahrtenbuchmethode ist nur dann zu Grunde zu legen, wenn das Fahrtenbuch für den gesamten Veranlagungszeitraum geführt wird, in dem der Stpfl. das Fahrzeug nutzt; ein unterjähriger Wechsel von der 1-%-Regelung zur Fahrtenbuchmethode für dasselbe Fahrzeug ist nicht zulässig (BFH vom 20. März 2014, VI R 35/12).
- Eintrag im Anschluss an die jeweilige Fahrt,
- geschlossene Form, d. h. „Buch“ – Gestalt inkl. elektronischem Buch (lose Aufzeichnungen reichen nicht aus – BFH-Urteil vom 12. Juli 2011 VI B 12/11), auch nicht Monatsblätter, die nicht miteinander verbunden waren (BFH-Urteil vom 10. Juni 2013 X B 258/12, BFH-Urteil vom 6. August 2013 VIII R 33/11, zum elektronischen Buch vgl. OFD Rheinland vom 18. Februar 2013 in DB 2013 S. 489 und FG Baden-Württemberg vom 14. Oktober 2014, 11 K 736/11),
- für regelmäßig wiederkehrende Fahrten sind Abkürzungen zulässig,
- Nachträge sind auszuschließen oder müssen zumindest deutlich als solche erkennbar sein (BFH vom 12. Oktober 2012 III B 78/12),
- übersichtlich und lesbar (BFH/NV 2012 S. 949)
- dadurch mit vertretbarem Aufwand Stichproben möglich (BFH vom 6. August 2013 VIII R 33/11)
- vollständig und richtig i.S. des § 146 Abs. 1 S. 1 AO (BFH-Urteil vom 6. August 2013 VIII R 33/11),
- Geordnet gem. § 146 Abs. 1 S. 1 AO,
- Aufbewahrung gem. § 147 AO.

#### Praxistipp
Die Aufzeichnungen im Fahrtenbuch müssen eine hinreichende Gewähr für ihre Vollständigkeit und Richtigkeit bieten. Kleinere Mängel wie eine nicht aufgezeichnete Fahrt im Jahr, keine Übereinstimmung zwischen den Km-Angaben im Fahrtenbuch und den Werkstattrechnungen u. ä. führen nicht zur Verwerfung des Fahrtenbuchs und Anwendung der Ein-Prozent-Regelung, wenn die Angaben insgesamt plausibel sind (BFH BStBl II 2008, 768 i. V. m. § 158 AO; BFH vom 20. September 2012 VI B 36/12).
Eine Umwegfahrt liegt nicht vor, wenn die gefahrene Strecke ca. 5 Prozent von der kürzest möglichen Strecke abweiche. Erst bei erheblichen Abweichungen könne von einer Umwegfahrt, die genauere Aufzeichnungen erforderlich mache, ausgegangen werden (BFH/NV 2012 S. 949).
Die bisherige Regelung benachteiligt Elektrofahrzeuge, weil deren Preis derzeit höher ist. Die der Berechnung der Entnahme zugrunde zu legenden insgesamt entstandenen Aufwendungen werden um die in der Sonderausstattung enthaltenen Kosten des Akkumulators (Batterie) pauschal gemindert. Um eine Überkompensation des Nachteilsausgleichs zu verhindern, wird der pauschale Abzug für bis zum 31. Dezember 2013 angeschaffte Elektrofahrzeuge auf eine maximale Minderung des Bruttolistenpreises in Höhe von 10.000 Euro beschränkt. Dieser Höchstbetrag reduziert sich in den Folgejahren jährlich um 500 Euro (§ 6 Abs. 1 Nr. 4 S. 3, 2. HS EStG). Die Regelung wird zeitlich beschränkt auf den Erwerb von Elektro- und Hybridelektrofahrzeugen, die bis zum 31. Dezember 2022 angeschafft werden. Bei bereits in 2012 oder früher angeschafften Elektrofahrzeugen kann die Minderungsregelung ab 2013 ebenfalls zur Anwendung kommen(§ 52 Abs. 16 S. 11 EStG und BMF-Schreiben vom 5. Juni 2014).
Eine Modifizierung durch den Gesetzgeber wird angeregt (Wöltje in DStR 2013 S. 1318).
Die in den Erläuterungen zum Einkommensteuerbescheid ausgesprochene Bitte, für die Zukunft ein Fahrtenbuch zu führen, ist keine Regelung eines Einzelfalles und somit kein VA i.S. des § 118 Satz 1 AO. Bei dieser „Fahrtenbuchauflage“ handelt es sich lediglich um eine Vorbereitungsmaßnahme für künftige Steuerbescheide bzw. um den Hinweis auf Nachweis-Obliegenheiten für künftige Veranlagungsverfahren (BFH vom 19. Juli 2005, VI B 4/05).
Weitere Einzelheiten von Kiermaier in NWB 30/2013.

## Elektronisches Fahrtenbuch
Ein Fahrtenbuch in elektronischer Form zu führen, ist in Bezug auf die behördliche Anerkennung möglich. Gerade bei großen Firmen und Institutionen ist diese Variante in Bezug auf Halterhaftung in Verbindung mit einer elektronischen Führerscheinkontrolle sinnvoll. Die Finanzämter in Deutschland erkennen elektronische Fahrtenbücher nur an, wenn aus ihnen dieselben Erkenntnisse wie aus konventionell geführten Fahrtenbüchern zu gewinnen sind. Insbesondere muss technisch gewährleistet sein, dass nachträgliche Änderungen ausgeschlossen sind oder dokumentiert werden. Der Nachweis dessen kann leichter fallen, wenn die Aufzeichnungen nicht auf eigenen Geräten, sondern übers Internet bei einem Dienstleister vorgenommen werden. Bei der Entscheidung für einen Dienstleister ist der Datenschutz zu prüfen, denn man erstellt ein Bewegungsprofil und erfasst viele seiner Geschäftspartner. Auf das Global Positioning System zugreifende Systeme können dem Benutzer Vorschläge für die erforderliche Angabe von Kilometerstand, Reiseziel und Geschäftspartner machen. Fest eingebaute Systeme können auch die Möglichkeit bieten, den Kilometerstand direkt zu erfassen.